# Coleophora discifera
Coleophora discifera é uma espécie de mariposa do gênero Coleophora pertencente à família Coleophoridae.